# Chasseurs de dragons (film)
Pour les articles homonymes, voir Chasseurs de dragons.
Pour plus de détails, voir Fiche technique et Distribution.
Chasseurs de dragons est un long métrage d'animation français réalisé par Guillaume Ivernel et Arthur Qwak, sorti en 2008 en France et dans une trentaine de pays étrangers . 
Produit par Philippe Delarue pour Futurikon, le film partage le même univers créatif que la série animée Chasseurs de dragons, déjà adaptée en BD, dont les créateurs graphiques sont Valérie Hadida, Guillaume Ivernel et Arthur Qwak.

## Synopsis
Zoé est une petite fille qui croit aux légendes, pas parce qu’elle est naïve mais parce que les légendes, elle aime ça. Afin d’aider son oncle, le seigneur Arnold, à se débarrasser d’un terrible dragon, Zoé se met en tête de trouver des héros. Et quand elle tombe sur Gwizdo et Lian-Chu – 
deux chasseurs de dragons à la petite semaine – eh bien tant pis, Zoé décide d’y croire quand même !

## Fiche technique
- Titre : Chasseurs de dragons
- Réalisation : Guillaume Ivernel et Arthur Qwak
- Scénario : Frédéric Engel-Lenoir et Arthur Qwak
- Animation : Kyle Balda et Laurent de la Chapelle
- Montage : Soline Guyonneau
- Musique : Klaus Badelt
- Effets spéciaux : Emilien Dessons
- Décor : Yann Hay
- Son : Bruno Seznec et Jean-Marc Lentretien
- Producteur : Philippe Delarue
- Société de production : Futurikon
- Société de distribution : BAC Films
- Studio d'animation: Mac Guff Ligne
- Pays de production :  France
- Langue : français
- Budget : 12 millions €
- Genre : Film d'animation, Film d'aventure, Film de fantasy
- Durée : 82 minutes
- Date de sortie :
  - France : 26 mars 2008

## Distribution des voix
- Vincent Lindon : Lian-Chu
- Patrick Timsit : Gwizdo
- Marie Drion : Zoé
- Philippe Nahon : le seigneur Arnold
- Amanda Lear : Gildas
- Jérémy Prévost : Hector
- Philippe Spiteri : Lensflair
- Christian Pélissier : Gros Jean
- Jérôme Pauwels : Chauve-Souris 1
- Éric Métayer : Chauve-Souris 2
- Boris Rehlinger : Chauve-Souris 3

## Box-office
| Pays ou région     | Box-office        |
| ------------------ | ----------------- |
| France             | 580 703 entrées   |
| Allemagne          | 197 174 entrées   |
| Pologne            | 100 892 entrées   |
| Espagne            | 69 305 entrées    |
| Turquie            | 56 751 entrées    |
| Belgique           | 43 414 entrées    |
| République tchèque | 41 073 entrées    |
| Total hors France  | 1 170 288 entrées |
| Total Monde        | 1 750 991 entrées |

### Production et distribution
- Produit par Futurikon, le film a été diffusé sur grand écran dans une trentaine de pays[1] et diffusé en France par BAC Films.